# Brandon (Wisconsin)
Pour les articles homonymes, voir Brandon.
Brandon est un village situé sur le comté de Fond du Lac dans le Wisconsin, aux États-Unis.